# Flaga Kazachskiej SRR
Flaga Kazachskiej Socjalistycznej Republiki Radzieckiej w opisanej formie obowiązywała od 24 stycznia 1953 r.
Dominującym kolorem flagi była czerwień – barwa flagi ZSRR. Zajmowała ona 2/3 szerokości w górnej części flagi i 1/9 w dolnej. Pomiędzy oboma pasami czerwieni znajdował się kolor niebieski. Kolor czerwony od czasów Komuny Paryskiej był symbolem ruchu komunistycznego i robotniczego, jako nawiązanie do przelanej przez robotników krwi.
Flaga w lewym górnym rogu zawierała wizerunek złotego sierpa i młota oraz umieszczoną nad nimi czerwoną pięcioramienna gwiazdę w złotym obramowaniu. Sierp i młot symbolizowały sojusz robotniczo-chłopski, a czerwona gwiazda – przyszłe, spodziewane zwycięstwo komunizmu we wszystkich pięciu częściach świata. Ponadto przez takie umieszczenie symboli flaga nawiązywała graficznie do flagi ZSRR.
Po uzyskaniu niepodległości przez Kazachstan flagę tę zastąpiono innym symbolem, nawiązującym do specyfiki kraju (flaga Kazachstanu).

## Poprzednie wersje flagi
Pierwsza wersji flagi radzieckiego Kazachstanu z 1937 r. była barwy czerwonej, w lewym górnym rogu miała umieszczony wizerunek sierpa i młota (bez gwiazdy), zaś pod nim – częściowo skróconą nazwę kraju w języku kazachskim, zapisaną pismem łacińskim – QAZAQ SSR oraz w języku rosyjskim, zapisaną cyrylicą: КАЗАХСКАЯ ССР (czyt. KAZACHSKAJA SSR). W 1940 r., dokonano zmiany zasad zapisu języka kazachskiego, który odtąd zapisywano cyrylicą. Pociągnęło to za sobą zmianę flagi, na której odtąd znajdowały się napisy: Казак ССР (czyt. Kazak SSR) i Казахская ССР (czyt. Kazachskaja SSR)